# Nilssondytes
Nilssondytes là một chi bọ cánh cứng thuộc họ Dytiscidae. Sau khi phân loại lại phân họ Cybistrinae năm 2024, chỉ có duy nhất một loài, Nilssondytes diversus, được xếp vào chi này.